# 大索
大索（おおあなぐり）とは、平安時代前期に平安京内において群盗や謀反に備えて行った在京武士を動員した大規模な治安維持活動のこと。

## 概要
奈良時代末期より続く中央集権的な統制の緩和による京職の権限縮小と保への権限移譲は結果としては京内の治安悪化をもたらし、盗賊の頻発に対応するために平安遷都後の弘仁年間には検非違使が設置された。そうした中で承和年間以降、大規模な群盗事件や集団脱獄などの発生時に六衛府（近衛府・衛門府・兵衛府）の官人や軍事力を動員して大規模な捜索と取締を行うようになった。
寛平3年（891年）、宇多天皇は六衛府の官を兼ねていた2名の参議（左近衛中将藤原有実・右兵衛督藤原時平）を捜盗使に任じて指揮を取らせる大索を実施した。これは、同年に関白藤原基経死去や天文異変などがあり、社会の動揺の沈静化と政治改革の意思表明を意図したものであったとみられている。滝口武者が大索に加えられたのもこの時のことである。もっとも、当時の社会では、群盗と言えども追捕宣旨や（検非違使）別当宣に対して抵抗する事態は少なく、在京武士の地位も令外官である滝口武者に登用される以外には内舎人や馬允クラスに留まっていたため、彼らの動員は限定的であった。在京武士の大索における役目が高まるのは、承平天慶の乱の鎮圧を機に彼らが兵衛府や衛門府に登用されたことと近衛府の儀礼・奏楽機関化の進展（裏を返せば非軍事化）によるところが大きい。やがて、在京武士の中には勲功（勿論、その中には大索による群盗追捕の功績も含む）によって、五位の受領クラスに進む者が現れると六衛府に属しない彼らも召集されるようになる。
大索の実施は勅命により決定され、作戦の漏洩を防ぐために実施前日に勅命を受けた上卿は賑給の実施など別の名目で六衛府の官人や在京武士を召集した（召集段階では、天皇と上卿以外に大索の情報を知るのは摂関と蔵人頭のみである）。上卿は武官の名簿と出勤状況を確認した上で、賑給使に召集する少将以下の者を決定する。これを差定（さじょう）と呼び、この決定者の名簿を差文（さしぶみ）もしくは差定と呼ぶ。差文に記された対象者には卯一刻（午前5時）に集合・参内を命じた。賑給は京中を10の区域に分けて実施する慣例であったため、大索も10班に分けて（平安中期の段階では）各班ごとに3名の捜盗使と3-4名程度の随兵が配属され、捜盗使や随兵の配下もこれに従ったから少なくても300名-400名の兵力になったとみられる。また、同時に検非違使を逢坂関や大枝山、山崎など、平安京と外部をつなぐ要所へ極秘に派遣して不審者の出入りを監視し、さらに馬寮や公卿たちに命じて賑給実施のために必要な馬の提供を命じた。
当日は上卿が卯一刻になる前（通常は寅刻）に参議に命じて賑給使などを任ずる先行の差文を捜盗使を任ずる差文に差し替え、外記に命じて参内してきた捜盗使や随兵に馬を提供させた。卯一刻になると外記は陣の前に各班の捜盗使の上首（もっとも官位の高い者）を集め、上卿が彼らを参上順に1人ずつ召し出して口頭によって今回の目的が大索であることを初めて伝えた。捜盗使はこれを受けて担当地域に分かれて一斉捜索を行った。また、必要に応じて蔵人頭が蔵人所の雑色や大索に加わっていない滝口武者を集めて大内裏の内側を一斉に捜索した。両者が行われる場合は通常の大索は「京中大索」、大内裏の大索を「宮中大索」と称した。捜索完了後に捜盗使の上首が上卿に大索の結果を報告し、上卿は酒肴を捜盗使や随兵に振る舞って慰労した。
だが、10世紀末になると検非違使の充実によって大索の意義が薄れた。特に長徳2年（996年）の長徳の変に関して藤原伊周を捕縛を命じた際には、藤原顕光を上卿とした大索による捜索は空振りに終わり、別当の藤原実資の下で別途動いていた検非違使が伊周を捕縛した。これを機に大規模な動員を伴うことになる大索の実施に疑問が持たれるようになり、以後はもっぱら検非違使による群盗追捕に移行するようになり、大索は行われなくなった。